# Sammallahdenmäki
Sammallahdenmäki je lokalitet eneolitskog groblja u finskoj općini Lappi (regija Satakunta, Zapadna Finska), koje je 1999. god. upisano na UNESCO-ov popis mjesta svjetske baštine u Europi kao najvažniji prapovijesni arheološki lokalitet iz brončanog doba u Skandinaviji. 
Nalazi se na zabačenom brdu u blizini puta između gradova Tampere i Rauma, na mjestu koje je u prapovijesti bila morska obala Botničkog zaljeva koja je zbog uzdizanja tla, danas oko 15 km dalje. 
Sammallahdenmäki čini 36 granitnih gromila iz oko 1500. – 500. pr. Kr. Prve četiri gromile iskopao je arheolog Volter Högman 1891. godine, od kojih su najpoznatije Kirkonlaattia ("Crkveni pod"), koja ima neobičan kvadratičan plan veličine 16 x 19 metara, visine 50 cm, s ravnom površinom, i Huilun pitkä raunio ("Duga ruina Huiluna"), u obliku jarka okruženog drevnim kamenim zidom.

## Poveznice
- Tumuli
- Megalitska kultura
- Ilirske gomile

## Vanjske poveznice
- http://www.nba.fi/en/sammallahdenmakieng Sammallahdenmäki na stranicama Finskog odbora za nacionalnu baštinu] (engl.)
- Svjetska baština Sammallahdenmäki  Arhivirana inačica izvorne stranice od 20. rujna 2006. (Wayback Machine) s turističkim informacijama (engl.)

### Ostali projekti
|  | Zajednički poslužitelj ima još gradiva o temi Sammallahdenmäki |